# Pimorin
Pimorin település Franciaországban, Jura megyében. Lakosainak száma 204 fő (2022. január 1.). Pimorin Cressia, Gigny, Loisia, Nancuise és Rothonay községekkel határos.

## Népesség
A település népességének változása:
| Lakosok száma | 166  | 153  | 156  | 179  | 191  | 192  | 198  | 209  | 208  | 204  |
|               | 1968 | 1982 | 1990 | 2006 | 2013 | 2015 | 2017 | 2019 | 2020 | 2022 |